# Vittorio Petrella Da Bologna

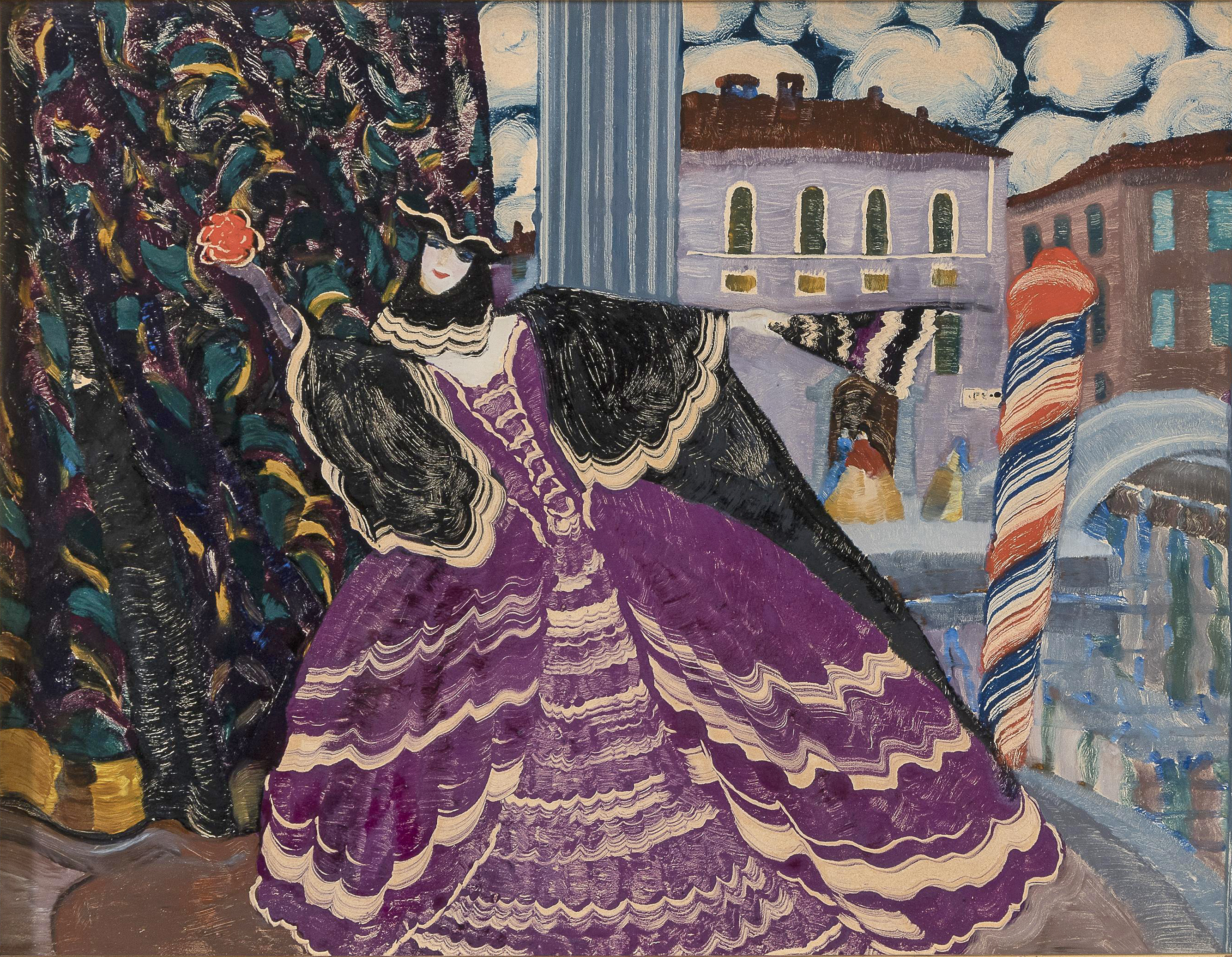
Rosa rossa Venetia (1923); Öl auf Papier

Vittorio Petrella Da Bologna (* 4. November 1886 in Bologna; †  1. Dezember 1951 im Hotel Villa Olanda in Luserna San Giovanni) war ein italienischer Maler, Zeichner und Illustrator der Moderne. Er gilt als Vertreter des Futurismus, beherrschte und arbeitete jedoch auch mit anderen Malstilen. Seine Motive reichten von (italienischen) Landschaften über Blumen zu Personen und phantastischen Motiven. In den 1920er Jahren gehörte er zur Künstlergruppe Caffè Fiorio um Giovanni Grande in Turin. Emilio Zanzi schrieb in dieser Zeit über Petrella, er sei „noch unentschieden zwischen zukünftigem oder futuristischem Impressionismus und Kubismus.“
Lucio Ridenti verglich ihn 1945 mit Henri Matisse. 1950 und 1974 würdigte die Turiner Galleria d'arte Fogliato Petrella mit einer Retrospektive.

## Ausstellungen (Auswahl)
- 1925 Bottega di Poesia Mailand
- 1934 XIX Biennale Venedig (im Saal XXI mit dem Gemälde "Ritratto di signorina" und einer Mappe im Saal XLIX)
- 1943 Galleria Leonardo da Vinci Biella
- 1944 Galleria Bolzani Mailand
- 1947 Chalet "La Pergola" Santa Margherita Ligure
- Oktober 2020 in Malgrate[2]